# За независимое революционное искусство

Публикация манифеста, Мехико, 1938

«За независимое революционное искусство» (фр. Pour un art révolutionnaire indépendant) — совместный манифест, созданный основоположниками сюрреализма Андре Бретоном и троцкизма Львом Троцким в 1938 году в Мексике. Группа Бретона ещё со второй половины 1920-х годов во многом поддерживала позицию троцкистов в отношении культуры, свидетельством чего и стало их совместное программное заявление. По просьбе Троцкого за него манифест подписал Диего Ривера — мексиканский живописец и политический деятель левых взглядов, близкий в то время к революционеру. Многие идеи Троцкого из этого программного заявления были ранее изложены в его работе «Литература и революция» (1923), где он предостерегал от политики вмешательства государства в сферу искусства.
Соавторы выдвинули программу заключающуюся в том, что для революционных преобразований необходим диктат и социалистический режим, но это не должно касаться искусства, где художникам должна быть предоставлена свобода выражения, что противоречило сталинской культурной политики 1930-х годов. Составители воззвания призывали к объединению сочувствующих и созданию Международной федерации независимого революционного искусства.

## История

### Предыстория

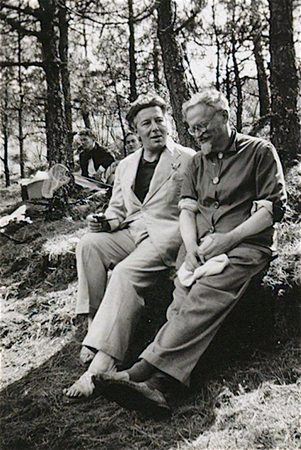
Бретон и Троцкий в Мексике, 1938

В 1938 году основоположник сюрреализма, французский писатель и поэт Андре Бретон посетил в Мексике Льва Троцкого — российского революционера, советского государственного и политического деятеля, основателя троцкизма — одного из течений марксизма. После Октябрьской революции Троцкий занимал ряд руководящих должностей в Советском государстве. Член Политбюро ЦК ВКП(б) в 1919—1926 годах. В результате противостояния с Иосифом Сталиным в 1927 году был снят со всех советских государственных постов и отправлен в ссылку; в 1929 году выслан за пределы СССР. В 1932 году лишён советского гражданства. Сменил несколько стран проживания (Турция, Нидерланды, Франция, Норвегия). С 1936 года находился в Мексике, где в августе 1940 года был смертельно ранен агентом НКВД Рамоном Меркадером в Койоакане и умер на следующий день.
Сюрреалистам были близки некоторые идеи Троцкого, в частности, его теория перманентной революции, которая в представлении последователей Бретона была «наиболее соответствующей их собственным политическим настроениям». В 1925 году лидер сюрреализма познакомился с книгой Троцкого, посвящённой Владимиру Ленину, и написал отзыв о ней в журнале «Сюрреалистическая революция» (фр. La Révolution surréaliste; 1924—1929). Как он впоследствии вспоминал, именно эта работа вызвала сближение на некоторое время группы сюрреалистов с объединением левых писателей и деятелей культуры «Клартэ» (фр. Clarté) и французскими коммунистами. Однако в 1927—1928 годах происходит разрыв между сюрреалистами и коммунистами; группа единомышленников Бретона переходит на троцкистские политические позиции. Во «Втором манифесте сюрреалистов» (1929) Бретон писал, что правоверные коммунисты с подозрением смотрят на отступников сюрреалистов, утверждая, что человеку достаточно одной марксистской идеологии. В манифесте он также отмечал: «Так что я примирился с тем, что в силу недоразумения — и только поэтому — в коммунистической партии меня сочли одним из самых нежелательных интеллектуалов. Однако мои симпатии слишком тесно связаны с теми массами, которые и будут совершать социальную Революцию, чтобы я мог огорчаться по поводу случайных последствий подобной неприятности». В этой работе также выражена позиция группы Бретона по разграничению между коммунистами и сюрреалистами, так как последние стали поддерживать идеи троцкистов. Кроме того, в манифесте Бретон говорит о «восхитительных мыслях» Троцкого по отношению к культуре. Он согласен с положением последнего о том, что невозможно создать пролетарскую культуру, которая могла бы выразить стремление рабочего класса, что было вызвано отсутствием для этого соответствующего фундамента. В 1933 году Бретон был исключён из французской компартии. Ещё более усугубило раскол между коммунистами и сюрреалистами высылка Троцкого из Франции в 1934 году, против которой протестовали многие деятели культуры близкие к левым кругам настроенных не просоветски.

### Создание
В 1938 году Бретон едет в Мексику, где на протяжении весны-лета неоднократно встречается там с Троцким. Это были их первые личные встречи, несмотря на то глубокое уважение, которое питал к политику французский культурный деятель. Эта встреча могла произойти и раньше, во время нахождение Троцкого во Франции, но по ряду причин этого не произошло. По наблюдению Исаака Дойчера, революционер разделял некоторые положения сюрреалистов в области искусства, но с насторожённостью относился к другим аспектам их эстетики: «…он принимал почти фрейдистскую сосредоточенность сюрреалистов на сфере сна и подсознания, но качал головой при какой-то „цепочке мистицизма“ в работах Бретона и его товарищей». Несмотря на личные проблемы (смерть сына Льва Седого) и деятельность по реагированию на политические репрессии в СССР (Большой террор, Третий московский процесс), Троцкий находил время на обстоятельные дискуссии с Бретоном в отношении вопросов культуры, политики, философии. Обсудив свои взгляды в этих областях они совместно создают манифест «За независимое революционное искусство» (фр. Pour un art révolutionnaire indépendant). Первоначально его авторы решили, что черновик создаст Бретон, однако выяснилось, что он не обладает достаточными публицистическими навыками. В связи с этим политик внёс в набросок Бретона многочисленные ремарки, а затем вообще отказался от чернового варианта французского поэта и фактически создал новую работу. Написанный на французском языке манифест подписал Бретон и по просьбе Троцкого за него Диего Ривера — мексиканский живописец, муралист, политический деятель левых взглядов, близкий в то время к революционеру. Начиная с 25 июля 1938 года манифест неоднократно публиковался в различных изданиях без указания имени Троцкого, хотя его участие в его написании не подвергается сомнению.

### Содержание

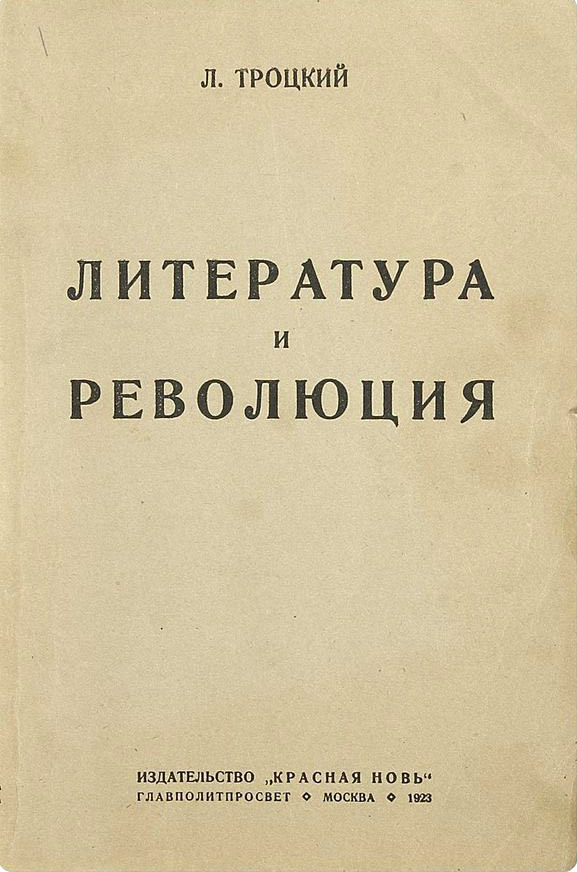
Обложка первого издания работы Троцкого «Литература и революция», 1923

Многие идеи Троцкого, нашедшие отражение в манифесте, были уже ранее изложены в его работе «Литература и революция» (1923), где он во многом предугадал будущий сталинский диктат над искусством и предостерегал от процессов жёсткого огосударствления этой сферы. В манифесте искусство «истинное» характеризовалось как проявление «внутренних потребностей человека», что, по мнению авторов, «не может не быть революционным». По словам российского исследователя сюрреализма Елены Гальцевой, важнейший тезис этого программного документа совпадает с позицией группы Бретона: «Если для развития материальных производственных сил революция должна была установить социалистический режим и жёсткую централизацию, то для интеллектуального творчества она должна с самого начала обеспечить анархистский режим личной свободы». По мнению авторов, в 1930-е годы культура подверглась таким опасностям как никогда прежде. Беспрецедентные вызовы связаны не только с надвигающейся войной, но и действиями реакционных сил. К числу таких угроз относится и культурная политика в СССР. Это вызвано к жизни действиями партийной верхушки и исполнителей её воли: «Если мы отвергаем тем не менее какую бы то ни было солидарность с правящим ныне в СССР слоем, то именно потому, что в наших глазах он является не представителем коммунизма, а его вероломным и наиболее опасным врагом». Вместе с тем, в этой работе содержалась и критика «чистого искусства», являющегося зачастую воплощением реакционных целей. Искусство должно служить целям революции, её подготовке, а в задачу художников должно входить её отображение в своих произведениях: «Цель настоящего воззвания — найти почву для объединения революционных работников искусства для борьбы за революцию методами искусства и для защиты самого искусства от узурпаторов революции». Авторы обращались к изданиям левой ориентации поддержать проведение различных объединений и, в конечном итоге, мирового конгресса на котором возможно было бы создать Международную федерацию независимого революционного искусства (фр. Fédération internationale de l'art révolutionnaire indépendant).
Троцкий в декабре 1938 года в обращении к Бретону «За свободу искусства» с воодушевлением приветствовал инициативу лидера сюрреалистов и Риверы о создании ФИАРИ — «международной федерации действительно революционных и действительно независимых артистов». Однако по ряду причин такое объединение так и не смогло реально реализоваться. Троцкий причисляет таких писателей как Илья Эренбург и Луи Арагон к «мелким мошенникам» и разочаровано отзывается об общем направлении творчества Андре Мальро. По словам Троцкого, чтобы стремление революционизировать искусство реализовалось необходимо снова начать с борьбы за «художественную правду, не в смысле той или другой школы, а в смысле непоколебимой верности художника своему внутреннему я». Он также подчёркивал, что ФИАРИ не может рассматриваться как единая школа и не сможет ей стать, но эта организация может способствовать формированию соответствующего мнения среди передовых художников, помочь найти им самостоятельный путь в искусстве без диктата: «не ожидая команды извне, не допуская команды, отвергая команду и покрывая презрением всех, кто ей подчиняется».